# БелАЗ-7521
БелАЗ-7521 — серия сверхтяжёлых карьерных самосвалов грузоподъёмностью 170-190 тонн, разработанных и выпускавшихся на Белорусском автомобильном заводе в городе Жодино.

## История
К концу 1960-х годов в мире шло бурное развитие новых видов карьерной техники, в частности создание сверхтяжёлых большегрузных карьерных самосвалов. Американская фирма Unit Rig в 1968 году представила один из самых тогда больших в мире карьерных самосвалов Lectra Haul M200 грузоподъёмностью 180 тонн. Новая машина была очень выгодна, поскольку позволяла вывозить за один раз породу, которую ранее пришлось бы вывозить как минимум пятью самосвалами грузоподъёмностью 30-40 тонн. В СССР также заинтересовались подобной техникой, которую предстояло ещё только освоить.
В начале-середине 1970-х годов СССР закупил партию из нескольких десятков самосвалов Lectra Haul M200, поскольку в СССР карьерных самосвалов подобного класса ещё не выпускали. Тогда в США начала уже действовать поправка Джексона-Вэника, запрещающая продавать Советскому Союзу американские технологии, и продажа автомобилей была осуществлена через канадский филиал компании Unit Rig. БелАЗ в это время только готовился к освоению 75-тонной модели БелАЗ-549. М200 внимательно изучили советские специалисты. По итогам изучения, было принято решение о создании советских самосвалов аналогичного типа на БелАЗе.

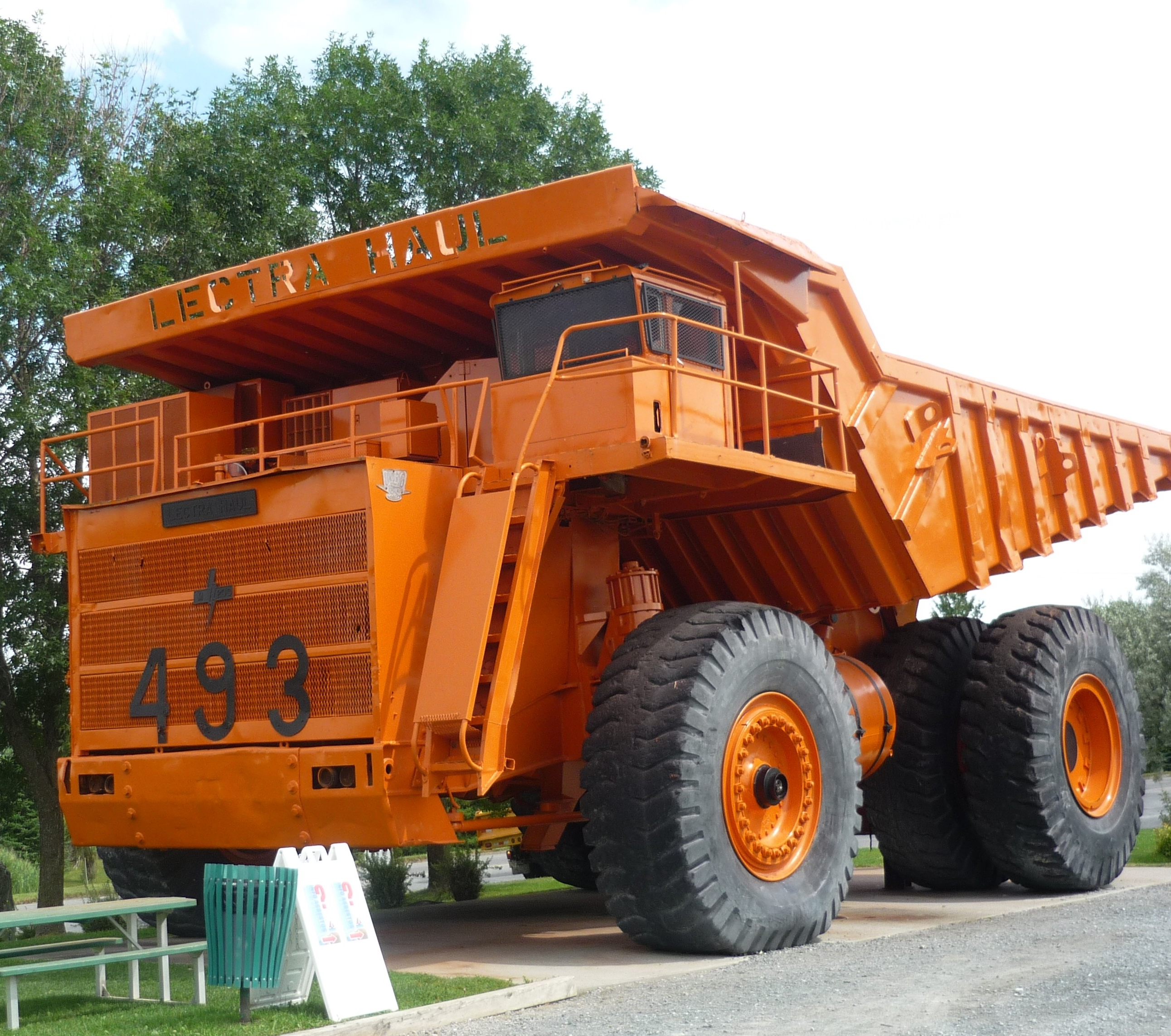
Американский самосвал Lectra Haul M200

Летом 1979 года, к 35-летию освобождения Белоруссии от немецко-фашистских захватчиков, был построен первый опытный образец 170-тонного самосвала получившего обозначение БелАЗ-7521. Несмотря на то, что компоновочные и технические решения были схожи с американским аналогом, автомобиль имел и существенные различия. Так дизель агрегатировался с генератором переменного тока, переменный ток поступал на силовой выпрямитель, от выпрямителя постоянный ток подавался на мотор-колёса. За возбуждение тягового генератора, а следовательно, за движение автомобиля в различных дорожных условиях отвечала САР ТЭП — система автоматического регулирования тягового электропривода, разработанная в СССР и собранная на отечественных микроэлементах. Первоначально планировалось устанавливать дизели чехословацкого производства, однако, на серийных машинах ставили тепловозные дизели Коломенского завода.
В 1982 году был построен обновлённый вариант БелАЗ-75211, который со следующего года начали собирать серийно. В 1984 году БелАЗ-75211 стал одни из главных экспонатов выставки «Автопром-84» на ВДНХ СССР в Москве, посвящённой 60-летию Советской автомобильной промышленности. В дальнейшем, с 1989 года началось производство модернизированной модели БелАЗ-75213, затем, с 1991-го — модели 75214, с 1993-го — модели 75215. За это время грузоподъёмность этих автомобилей подросла со 170 до 190 тонн. В производственной программе БелАЗа 190-тонные автомобили уже финальной модификации 75216 оставались вплоть до 2003 года, когда им на замену пришла новая модель БелАЗ-75180, которая выпускается и поныне.

## Оценка проекта
БелАЗ-7521 стал первым советским карьерным самосвалом достигшим грузоподъёмной ниши в 170-190 тонн. Это было, без преувеличения, достижение жодинских автомобилестроителей. В месте с тем имелись и некоторые конструктивные недостатки: огромный турбокомпрессор, включающийся в работу почти на пике крутящего момента, сложная система охлаждения, содержащая в себе охлаждение выхлопных коллекторов, требовательная к себе механическая система управления подачей топлива с индивидуальными топливными насосами на каждую форсунку, системы маслозакачки/маслооткачки, пневмостартёрная система высокого давления в 50 атмосфер. Дизель был склонен «ходить вразнос» при резкой перемене нагрузки — не успевала адекватно реагировать система подачи топлива. К тому же коломенский дизель был морально устаревшим, созданным ещё в 1950-е годы, однако, альтернативы ему в СССР не было. В целом же эти карьерные машины успешно работали на месторождениях и разработках СССР, а позже СНГ. Отдельные единичные экземпляры сейчас по прежнему эксплуатируются.

## Модификации
- БелАЗ-7521 — первый прототип, построенный в 1979 году. Внешне отличался классической для ранних БелАЗов фальшьрешёткой с большим количеством горизонтальный брусьев.
- БелАЗ-75211 — первая серийная модификация, строившаяся с 1983 по 1989 год. Стала первой моделью, получившей обновлённый вид для последующих моделей автомобилей этой марки. Технически отличалась от первого прототипа сниженной на две тонны собственной массой и рядом прочих доработок.
- БелАЗ-75213 (1989-1991) — дальнейшее развитие модели.
- БелАЗ-75214 (1991-1993) — дальнейшее развитие модели.
- БелАЗ-75215 (1993 — конец 1990-х).
- БелАЗ-75216 (конец 1990-х — 2003) — финальная модификация.